# Lonicera subspicata
Lonicera subspicata är en kaprifolväxtart som beskrevs av William Jackson Hooker och Arn. Lonicera subspicata ingår i släktet tryar, och familjen kaprifolväxter.

## Underarter
Arten delas in i följande underarter:
- L. s. denudata
- L. s. johnstonii

## Bildgalleri

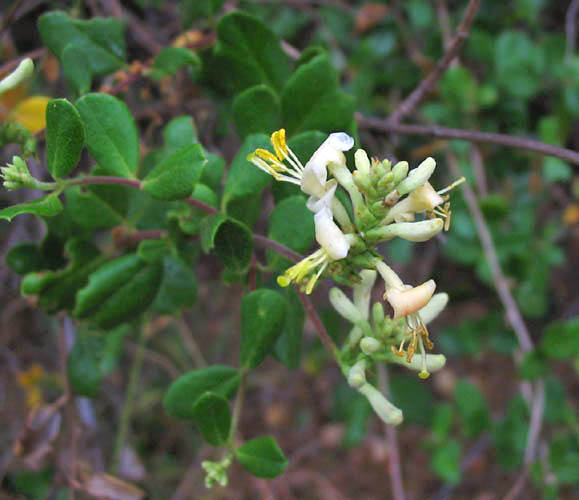